# 山村喜晴
山村 喜晴（やまむら よしはる、1933年8月12日 - 1997年3月6日）は、日本の経済ジャーナリスト。
富山県出身。筆名・大河健太郎。1957年一橋大学経済学部卒、毎日新聞社入社。経済部副部長、編集委員、77年論説委員。定年後、富山国際大学教授を務めた。

## 著書
- 『富士銀行 大衆化でトップ奪還』金融財政事情研究会 ドキュメント・日本の銀行 1972
- 『大蔵官僚の復讐 日本を動かすエリート達の意識と行動を探る』こう書房 1979
- 『銀行審査部』実業之日本社 1979
- 『戦後日本外交史 5 経済大国への風圧』三省堂 1984
- 『食糧とエネルギーと軍事 日本総合安全保障論』教育社 ワールドブックス 1986

### 共著
- 『三菱軍需廠 日本の産軍複合体と資本進出』城田登,白西紳一郎共著 現代評論社 1971
- 『危機に立つ銀行 燃え上がる金融王国批判』安原和雄共著 国際商業出版 日本の危機シリーズ 1976
- 『日産はトヨタに勝てるか "トップ追い落し戦略"の秘密』野口昇共著 こう書房 1977